# Daniela Bianchi
Daniela Bianchi, född 31 januari 1942 i Rom, är en italiensk före detta skådespelare och modell. Bianchi är tveklöst främst känd för sin roll som den sovjetiska krypteraren Tatiana Romanova i James Bond-filmen Agent 007 ser rött 1963. På grund av sin kraftiga brytning dubbades hon dock i rollen.
Hon började sin filmkarriär 1958 och medverkade i 15 filmer fram till 1968. Dessa var främst franska och italienska. Hon medverkade även i tre avsnitt av den amerikanska TV-serien Dr. Kildare 1964. En av hennes filmer var Operation Lillbrorsan, en parodifilm på James Bond där hon spelade mot Sean Connerys bror Neil Connery. Hon övergav filmkarriären 1970 efter att ha gift sig med en italiensk skeppsredare.